# Dierna monotona
Dierna monotona är en fjärilsart som beskrevs av W. Warren 1913. Dierna monotona ingår i släktet Dierna och familjen nattflyn. Inga underarter finns listade i Catalogue of Life.